# XDR DRAM

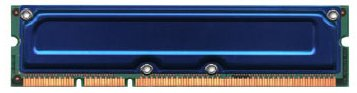
DRAM XDR.

XDR DRAM (memòria d'accés aleatori dinàmic de velocitat de dades extrema) és una interfície de memòria dinàmica d'accés aleatori d'alt rendiment. Es basa en RDRAM i té èxit. Les tecnologies de la competència inclouen DDR2 i GDDR4.
XDR va ser dissenyat per ser eficaç en sistemes de consum petits i d'ample de banda elevat, aplicacions de memòria d'alt rendiment i GPU de gamma alta. Elimina els problemes de latència inusualment alta que afectaven les primeres formes de RDRAM. A més, la DRAM XDR fa un gran èmfasi en l'ample de banda per pin, cosa que pot beneficiar un major control de costos en la producció de PCB. Això es deu al fet que es necessiten menys carrils per a la mateixa quantitat d'amplada de banda. Rambus és propietari dels drets de la tecnologia. XDR és utilitzat per Sony a la consola PlayStation 3.

## Especificacions tècniques[3]
- Freqüència de rellotge inicial a 400 MHz.
- (ODR): vuit bits per cicle de rellotge per carril.
- Cada xip proporciona 8, 16 o 32 carrils programables, proporcionant fins a 230,4 Gbit /s (28,8 GB /s) a 900 MHz (7,2 GHz efectiu).[4]

- Nivells de senyalització Rambus diferencial bidireccional (DRSL)
  - Això utilitza un controlador de col·lector obert diferencial, variació de tensió de 0,2 V. No és el mateix que LVDS.
- Terminació programable en xip.
- Adaptació d'impedància adaptativa.
- Arquitectura de memòria de vuit bancs.
- Fins a quatre transaccions bancàries entrellaçades amb ample de banda complet.
- Interconnexió de dades punt a punt.
- Embalatge de paquets a escala de xip.
- Programació dinàmica de sol·licituds.
- Suport de lectura després d'escriptura primerenca per a la màxima eficiència.
- Actualització de sobrecàrrega zero.